# Răzvan Ochiroșii
Răzvan Iulian Ochiroșii (Galați, 13 marzo 1990) è un calciatore rumeno, difensore del Don Benito.

## Carriera
Viene scoperto dalla dirigenza nella Scoala de Fotbal Steaua Dunarii Galati e viene fatto approdare in prima squadra nel gennaio 2005. Nello scorso campionato ha esordito contro l'FCM Bacău con una buona prestazione.
Hasiglato il suo primo gol nel Secondo Turno Preliminare di Champions League contro l'ND Nova Gorica, mentre il suo primo gol in campionato ha permesso alla Steaua di vincere il derby contro il Rapid all'84º minuto.
Ha poi subito un infortunio, rottura di entrambi i legamenti crociati, in uno scontro col portiere del Gloria Bistrita Ciprian Tătărușanu, che lo ha tenuto lontano dai campi 6 mesi.
Nella stagione 2009-10 è considerato tra i titolari dall'allenatore Cristiano Bergodi e inizia collezionando 5 presenze. Con la cacciata di Bergodi e l'arrivo di Stoichita non trova più spazio in prima squadra e nel mercato di Gennaio è venduto all'Oțelul Galați, squadra della sua città.
Con l'Oțelul Galați colleziona 31 presenze e 2 gol.

## Palmarès

### Club

#### Competizioni nazionali
- Campionato rumeno: 2

Steaua Bucarest: 2005-2006
Oțelul Galați: 2010-2011
- Supercoppa di Romania: 1

Steaua Bucarest: 2006